# Udatschne
Udatschne (ukrainisch Удачне; russisch Удачное/Udatschnoje) ist eine Siedlung städtischen Typs in der ukrainischen Oblast Donezk.

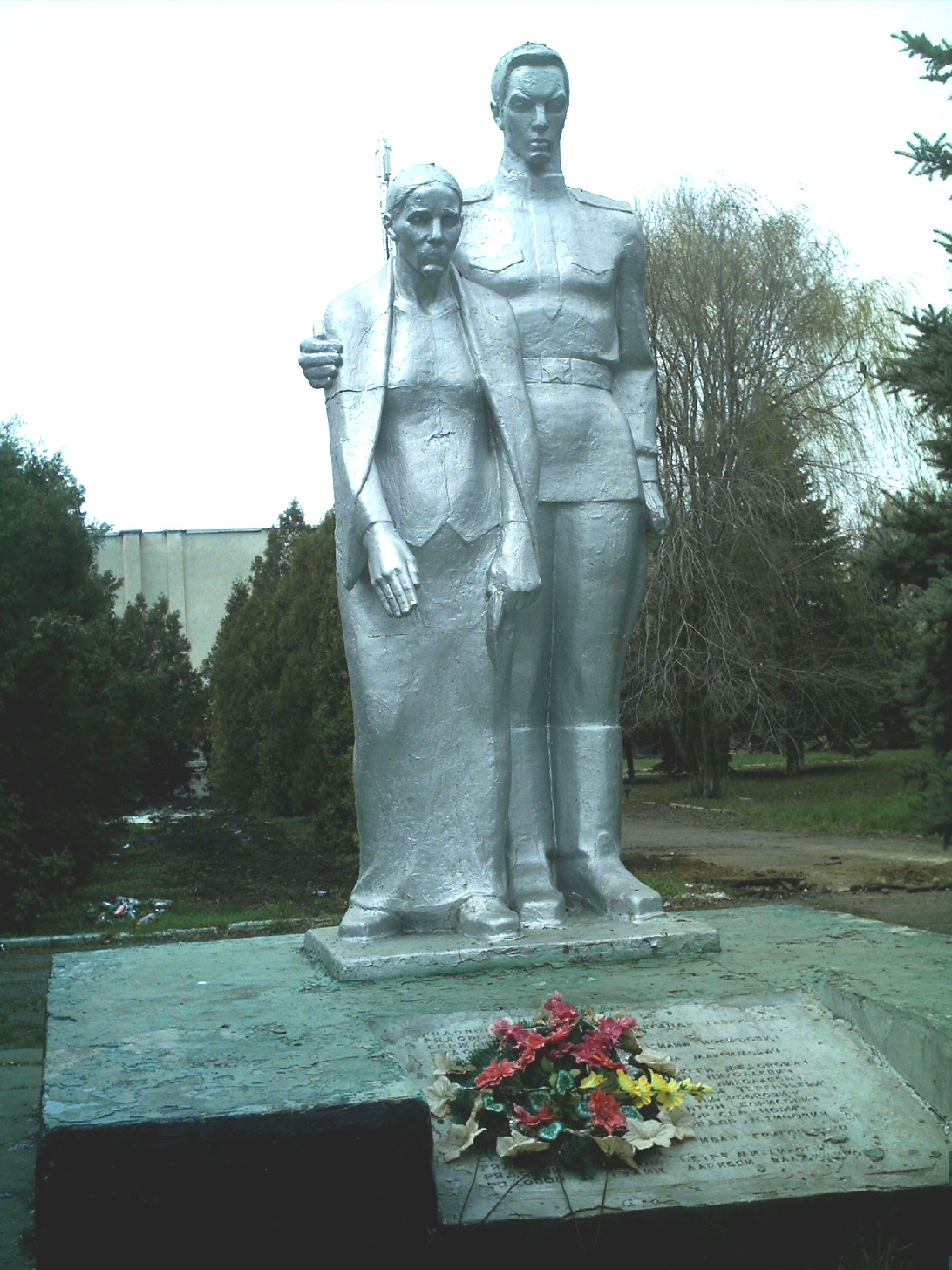
Denkmal im Ort

Udatschne liegt nahe der Grenze zur Oblast Dnipropetrowsk nördlich des Flusses Solona (Солона), einem Nebenfluss der Wowtscha, 70 Kilometer nordwestlich vom Oblastzentrum Donezk und 13 Kilometer westlich vom Rajonzentrum Pokrowsk. Durch die Ortschaft verläuft die Territorialstraße T–04–06 sowie die Eisenbahnstrecke von Pokrowsk nach Tschaplyne (Bahnstrecke Krywyj Rih–Jassynuwata).
Der Ort wurde in den 1890er Jahren im Zusammenhang mit dem Bau der Eisenbahnstrecke und eines Bahnhofs im heutigen Ort gegründet, seit 1985 besitzt die Ortschaft den Status einer Siedlung städtischen Typs.
Nördlich des Ortes befindet sich die Kohlefabrik Swjato-Warwarinskaja (Свято-Варваринская).

## Verwaltungsgliederung
Am 12. Juni 2020 wurde die Siedlung zum Zentrum der neugegründeten Siedlungsgemeinde Udatschne (Удачненська селищна громада/Udatschnenska selyschtschna hromada). Zu dieser zählen auch die 6 in der untenstehenden Tabelle aufgelisteten Dörfer, bis dahin bildete sie zusammen mit den Dörfern Molodezke, Murawka, Nowomykolajiwka und Nowoserhijiwka die gleichnamige Siedlungsratsgemeinde Udatschne (Удачненська селищна рада/Udatschnenska selyschtschna rada) im Westen des Rajons Pokrowsk.
Folgende Orte sind neben dem Hauptort Udatschne Teil der Gemeinde:
| Name                     | Name           | Name                             |
| ukrainisch transkribiert | ukrainisch     | russisch                         |
| ------------------------ | -------------- | -------------------------------- |
| Kalyniwka                | Калинівка      | Калиновка (Kalinowka)            |
| Molodezke                | Молодецьке     | Молодецкое (Molodezkoje)         |
| Murawka                  | Муравка        | Муравка                          |
| Nowomykolajiwka          | Новомиколаївка | Новониколаевка (Nowonikolajewka) |
| Nowoserhijiwka           | Новосергіївка  | Новосергеевка (Nowosergejewka)   |
| Serhijiwka               | Сергіївка      | Сергеевка (Sergejewka)           |